# Watchman Peak Trail
Le Watchman Peak Trail – ou Watchman Trail – est un sentier de randonnée américain situé dans le comté de Klamath, en Oregon. Entièrement protégé au sein du parc national de Crater Lake, il permet d'atteindre la Watchman Lookout Station depuis un point de vue panoramique sur le Crater Lake situé le long de Rim Drive. Aménagé dans le style rustique du National Park Service, ce sentier est une propriété contributrice au district historique de Rim Drive depuis l'inscription de ce district historique au Registre national des lieux historiques le 30 janvier 2008.